# František Sojka
František Sojka (21. srpna 1875 Mořinka – ???) byl rakouský a český statkář a politik, na počátku 20. století poslanec Českého zemského sněmu.

## Biografie
Profesí byl statkářem. Měl v nájmu statek v Podluhách u Hořovic. Na jaře 1913 se přestěhoval do jihočeského Dinína, kde od Pozemkové banky koupil statek čp. 1. V Diníně se později zasadil o výstavbu obecní školy, přičemž využil svých politických kontaktů.
Na počátku století se zapojil i do zemské politiky. V volbách v roce 1908 byl zvolen do Českého zemského sněmu v kurii venkovských obcí, obvod Hořovice, Zbiroh. Politicky se uvádí coby člen České agrární strany. Kvůli obstrukcím se ovšem sněm ve svém plénu po roce 1908 fakticky nescházel.
Na přelomu let 1919 a 1920 se oženil. Vzal si Boženu Kolářovou.